# Чамзинский охотничий заказник
Ча́мзинский госуда́рственный охо́тничий зака́зник — комплексный заказник местного значения на территории Чамзинского района Республики Мордовия.
Создан в 1998 году Постановлением Правительства Республики Мордовия в целях сохранения, воспроизводства и восстановления численности диких копытных животных, боровой и полевой дичи. Площадь заказника — 5400 гектаров.
Чамзинский охотничий заказник находится в ведении Управления охотничьего хозяйства Республики Мордовия и содержится за счёт его средств.
Расположен на водораздельно-приводораздельном пространстве между реками Алатырь и Сура. Климат умеренно континентальный. Речная сеть развита слабо, имеется несколько родников. На территории заказника преобладают светло-серые и серые лесные почвы, часто щебнистые. Растительность и животный мир — характерные для широколиственных лесов.
На территории заказника введены ограничения на следующие виды хозяйственной деятельности:
- распашка земель, лесопользование, сенокошение, выпас скота в местах глухариных токов и в местах их гнездования;
- представление участков под застройку;
- мелиоративные работы, связанные с осушением озер и болот;
- использование ядохимикатов;
- движение механизированного транспорта вне дорог;
- охота и рыболовство;
- использование вод для орошения и оводнения.